# Gram-pozitivna bakterija
Gram-pozitivna bakterija je ona vrsta bakterije koja u bojanju bakterija gencijana violetom zadržavaju to bojilo te se pokazuju tamnoplavima.
Ovo je rezultat svojstava građe bakterijske stanične stijenke. Gram-pozitivne bakterije u stijenkama imaju neusporedivo viši postotak peptidoglikana mureina (95 %), nego što imaju stijenke Gram-negativnih bakterija (5 do 12 %). Murein je polimer osebujne građe koji imaju jedino prokarioti. Njihova je stanica, u biti protoplast oko kojeg je citoplazmatska membrana, smještena u velikoj molekuli mureina, kao u vreći. Ovisno o debljini odnosno poroznosti mureina, u stanicu mogu ući hranjive i druge tvari poput bojila i alkohola. Što je sloj mureina u stijenci deblji, tvari teže prolaze. Stanična stijenka Gram-pozitivnih bakterija ima i teikoične kiseline.
Murein je osnovna gradivna tvar bakterijske stanične stijenke, zbog čega prije svega ima zaštitnu funkciju i protkan je i obložen nizom dodatnih tvari. Stijenka Gram-pozitivne bakterije sadrži nekoliko slojeva peptidoglikana koje povezuju peptidnim vezama i popriječni mostovima. Zbog ovog je sloj stijenke vrlo čvrst i vrlo malo savitljiv. Ova razlika u građi stanične stijenke daje razliku u reakciji na Gramovu metodu razvrstavanja.
Među Gram-pozitivne bakterije spadaju uzročnici zlog grča, sušice i difterije.